# アメリシウム
アメリシウム (英: americium [ˌæməˈrɪsiəm]) は原子番号95の元素。元素記号は Am。アクチノイド元素の一つ。第3の超ウラン元素でもある。安定同位体は存在しない。銀白色の金属で、常温、常圧で安定な結晶構造は六方最密充填構造 (HCP)。比重は13.67で、融点は995 °C (850-1200 °C)、沸点は2600 °C。展性、延性があり、希酸に溶ける。原子価は、+2〜+6価（+3価が安定）。化学的性質はユウロピウムに類似する。発見された同位体の中で最も半減期が長いのは、アメリシウム243の7370年である。

## 名称
元素名は、周期表上でヨーロッパ大陸にちなんだユウロピウムの下に位置することから、アメリカ大陸の名にちなんで付けられた。

## 歴史
アメリシウムはおそらくそれ以前の原子核実験でも生成されていたが、それが最初に意図的に、合成、単離されたのは、1944年の晩秋、カリフォルニア大学バークレー校でグレン・シーボーグ 等 によっての事だった。
原子炉内のプルトニウム239に2個の中性子を当てると、プルトニウム241ができ、これがβ崩壊して、アメリシウム241（半減期432.2年）となる。
元素は、化学的にシカゴ大学の冶金研究所（現アルゴンヌ国立研究所）で同定された。
ネプツニウム、プルトニウム、キュリウムに続いて、アメリシウムが発見されたのは超ウラン元素として四番目だった。
アメリシウムとキュリウムの発見は、マンハッタン計画と密接に関連していたため、1945年になるまで機密情報だった。
最初にそれが公表されたのは1945年11月11日にグレン・シーボーグが、アメリカの子供のためのラジオ番組、Quiz Kidsに出演した際、リスナーの1人に、「戦争の間にプルトニウムとネプツニウムの隣の新しい超ウラン元素が見つかった？」と質問された時だったが、それはアメリカ化学会の会議で公式発表する五日前の出来事だった。

## 特徴
アメリシウムは剥離性がある銀白色をした放射性の金属で空気中に放置すると白く曇る。純粋なアメリシウムはネプツニウムやプルトニウムより輝いている。アメリシウム241から放出されるα線は約5.4 MeV、ガンマ線のエネルギーは非常に低く (0.06 MeV)、低エネルギーガンマ線源として蛍光X線分析装置などに用いられる。
アメリシウムには3つの同素体があり(α、β、γ)、それぞれ六方最密充填構造、体心立方格子、面心立方格子が安定である。

## 発生
核爆弾の爆発に伴う生成量は爆弾の種類により変わり、大気中への放出量は不明である。半減期が最も長いアメリシウム243でも半減期は7370年のため、地球の形成時に存在していたアメリシウムは、今ではすべて崩壊している。したがって、現存しているアメリシウムは、チェルノブイリ原子力発電所事故のような原子力事故現場や大気圏核実験のため1945年から1980年の間に使用された領域と核燃料再処理施設周辺に集中している。例えば、アメリカ合衆国最初の水素爆弾アイビー作戦マイク実験（1952年11月1日、エニウェトク環礁）の核実験で使用された地点で回収された破片を分析したところ、高濃度のアメリシウムを含むアクチノイドが検出されたが、軍事機密のために検出の事実が公表されたのは1956年であった。
原子力発電の使用済み核燃料を再処理した際に発生する廃液（高レベル放射性廃棄物）中には、アメリシウムなどの核種が含まれる。これら核種はマイナーアクチニドと呼ばれる。アメリシウムを含む高レベル放射性廃棄物はガラス固化体に加工され、日本の場合は高レベル放射性廃棄物貯蔵管理センターで保管。ゆくゆくは地層処分されることとなるが、一方で、放射性廃棄物の低減を目的に、高速炉を利用した核変換の研究も行われている。

## 用途
アメリシウム241 は、煙感知器や、厚さ計に利用される。アメリシウム242は中性子ラジオグラフィーの中で使用される。しかしアメリシウムの合成は難しく、強い放射能のため非常に高価である。
ベリリウムとの混合物は、中性子源となる。そのほか、放射線源としての利用もある。火災報知機などにも使用されている。

## 検出
化学的に分離精製した測定試料から放出されるアルファ線を、シリコン半導体検出器で測定する。

## 同位体
アメリシウムには安定同位体が存在せず、すべてが放射性である。アメリシウムには18の同位体が確認されており、質量範囲はアメリシウム231からアメリシウム249までがある。
発見された同位体の中で最も半減期が長いのは、アメリシウム243の7370年である。ほかに432年の半減期を持つアメリシウム241、141年のアメリシウム242、が比較的安定している。残りは全てアメリシウム240の51時間よりも短い。さらにアメリシウムの同位体には八つの核異性体の同位体が存在している。